# طعام ذو سعرات حرارية سلبية
الطعام ذو السعرات الحرارية السلبية (بالإنجليزية: negative-calorie food)، هو الطعام الذي يحتاج طاقة غذائية ليُهضَم أكثر من الطاقة التي يمد بها الطعام الجسم. تأثيرها الحراري أو عملها الديناميكي المحدد –الذي يحتاجه السعر الحراري لهضم الطعام- يمكن أن يكون أكثر من الطاقة التي يحتوي عليها الطعام. بالرغم من شهرته الواسعة في ملفات الحمية الغذائية، لا يوجد دليل علمي قاطع يدعم فكرة أن أي طعام يمكن أن تكون سعراته الحرارية سلبية. في حين أن بعض المشروبات المبردة سعراتها الحرارية سلبية، ولكن التأثير يكون ضعيفا.  كما أن شرب المياه بكميات كبيرة يمكن أن يشكل خطورة.

## الأطعمة
الأطعمة المعروفة أنها ذات سعرات حرارية سلبية معظمها تكون خضروات وفاكهة ذات سعرات حرارية منخفضة مثل الكرفس، الجريب فروت، الليمون، الحامض، التفاح، الخس، القرنبيط والكرنب. لا يوجد أي دليل علمي يؤكد ان أيًا من تلك الأطعمة لديها تأثير حراري سلبي. يحتوي الكرفس على تأثير حراري نحو 8%، وهذا أقل بكثير من 100% أو أكثر من المطلوب ليكون للطعام «سعرات حرارية سلبية». يوفر ساق الكرفس نحو 6 سعر حراري للجسم، لكن يستهلك الجسم نصف سعر حراري فقط لهضمه. (2) حتى البروتين، الذي طاقة أكثر لهضمه، يحتوي على تأثير حراري فقط من 20%-30%.
الأنظمة الغذائي المبنية على السعرات الحرارية السلبية لاتنجح كما يروج لها، ولكنها يمكن أنت تؤدي لقفدان الوزن لأنها تقضي على الجوع عن طريق ملئ المعدة بطعام ليس كثيف السعرات الحرارية. في دراسة تمت عام  مبنيه على حمية النباتات ذات الدهون القليلة أكتشف ان متوسط المشتركين فقدوا حوالي 13 رطل (5.9كج) خلال أربعة عشر اسبوع،  وسبب فقدان الوزن هو انخفاض كثافة طاقة الطعام المنتجة من محتواهم قليل الدهن وكثير الألياف، وزيادة التأثير الحراري. وفي دراسة أخرى حول مضغ العلكة تبين ان آلية المضغ  يحرق حوالي 11سعر حراري (46 كيلوجول) في الساعة.